# Museo de Artes Decorativas de Ciego de Ávila
El Museo de Artes Decorativas de Ciego de Ávila, abierto en 2002, se ubica frente al céntrico Parque Martí, en uno de los mejores exponentes de la arquitectura ecléctica de la ciudad capital provincial, expresión del auge constructivo de la década de 1920 en el territorio. Atesora un valioso patrimonio, constituido por muebles y piezas de los siglos XVIII al XX, elaborados en cerámica, piedras, metales, marfiles, cristales y maderas preciosas.

## Historia
Se inauguró el 24 de julio de 2002 y en sus inicios contó con tres salas de exposiciones permanentes en la primera planta y varias áreas en la segunda planta. 
Las primeras piezas se obtuvieron por transferencias del Museo de Artes Decorativas de La Habana y del Registro Nacional de Bienes. 
Posteriormente se han adquirido piezas mediante compras y donaciones, como es el caso de un secreter del siglo XIX, juegos de muebles, cristalería, una pieza de porcelana Talavera de la Reina de excepcional valor, la colección de fotografías del destacado artista del lente Raúl Corrales, un dibujo de René Portocarrero y una obra del pintor Moisés Finalé .
En 2003 se le concede a la sala de conciertos y exposiciones el nombre de Dr. Enrique Sosa, en homenaje al destacado intelectual avileño. 
En 2012 se agregó al museo una Sala de Exposiciones Transitorias.

## Edificio
Consta de dos plantas, y es de estilo ecléctico, de forma rectangular, con dos fachadas, la frontal al oeste. Su primer piso posee ventanas y puertas monumentales. 
La fachada lateral, al sur, presenta características similares, con grandes puertas de carpintería francesa. 
Ocupa un área total de 596 metros cuadrados.
Fue diseñado para servir como Liceo por iniciativa de la Sociedad de Instrucción y Recreo “La Popular”. Su construcción comenzó el 10 de octubre de 1928 y concluyó dos años más tarde. 

El propósito  de ser Liceo no se cumplió finalmente, y al concluirse se alquiló por el Centro Asturiano de Ciego de Ávila. Posteriormente el edificio fue vendido a Santiago Benguría, al cual pertenecería hasta 1959. En ese año el inmueble pasó a propiedad estatal, y tuvo desde entonces variados usos hasta que se le adjudicó a la Dirección Provincial de Patrimonio con el fin de que se restaurara y convirtiera en museo, propósito que se logró  tras una restauración capital iniciada en el año 2000.

## Primera planta

### Sala A
Es una sala ambientada y decorada a la usanza del siglo XIX. 
Expone un juego de comedor de estilo Renacimiento Español, que perteneciera a Agapito Díaz, primer alcalde de Morón tras el cese de la dominación española. 
Comprende este una vajilla manufacturada de porcelana inglesa con imágenes asociadas a la independencia de las Trece Colonias  de Norteamérica,  además de una cubertería compuesta por objetos de plata, alpacas que forman parte de la colección de más de 300 piezas distribuidas en las diferentes salas.

Incluye también un mantel de hilo con colores pasteles,  típico de la época; cristalería baccarat y un centro de mesa de cristal de Murano. 
Junto a este juego se encuentran muebles auxiliares del mismo estilo. Dentro de ellos un bargueño, mueble que comenzó a producirse en España a partir de los siglos XVI y XVII. 
Se exhibe también un juego de cuarto, con aquellas piezas que  componen los muebles de alcoba; entre estos una  cama de hierro con medallones pintados a mano e incrustaciones de nácar. 

En esta sala se expone también un  óleo sobre lienzo del pintor español Juan Gil García.

### Sala B
Transición del siglo XIX al XX. Sala ambientada en la Cuba de este período. 

Muebles de estilo neoclásico, y con una fabricación más industrializada, que presentan guarniciones hechas en yeso simulando guirnaldas, cestas con flores y lazos, trazos irregulares, volutas, pilastras esculpidas, patas rectas, hojas de acanto, todos típicos de este estilo artístico.  También muebles muy cubanos, con  utilización de maderas preciosas y pajillas. 
Su decoración está en concordancia con el estilo Art Nouveau,  característico por sus colores pasteles y motivos florales. 

Incluye un busto de biscuit coloreado,  pieza original, esculpida por el escultor y  ceramista Albert Ernest Carrier.

### Sala C
Se aprecia en ella, dedicada al siglo XX, la notoria influencia de la cultura norteamericana. Los muebles son de procedencia industrial. Entre sus piezas más importantes está una lámpara  Art Nouveau, mientras en su ambientación se respira un aire art déco.

Se  muestra,  en su conjunto,  las comodidades de las familias pudientes cubanas de esa época. Incluye un  óleo sobre lienzo del pintor español Juan Gil García, y dos bodegones del pintor espirituano Oscar Fernández   Morera.

### Rincón Napoleónico
Es un área dedicada a la figura de Napoleón en las Artes Decorativas. Se localizan piezas de porcelana, de biscuit y de bronce. Ejemplo de ello es un plato de porcelana Limoges, que en su decoración representa  la Batalla de Wagram. Otra pieza significativa es la escultura de bronce del gran corso, obra del escultor italiano  Angeolo Vanetti.

### Sala Transitoria
Se muestran en esta sala piezas pertenecientes a los fondos del museo, así como de otras provincias y de artistas de la localidad. Desde su creación en 2012 ha acogido exposiciones como la de “Juguetes de cerámica y fabricaciones de pequeño formato en sitios arqueológicos habaneros”, ”Cerámica Limoges“,  y “Abanicos cubanos”.

### Sala Dr. Enrique Sosa
Esta sala es un espacio de múltiples usos. Sirve como galería para exposiciones de artes plásticas, montaje de muestras transitorias, realización de conciertos, celebración de tertulias y peñas, desarrollo de espacios teóricos. Se le adjudicó el nombre del importante intelectual avileño Dr. Enrique Sosa, tras el fallecimiento de este en 2002.

## Segunda planta
A la planta alta se llega por una amplia escalera  hecha con blanquísimos mármoles de Carrara, rematados sus pasamanos por una herrería forjada a mano. 
En el descanso se encuentran dos esculturas de alabastro y una pieza excepcional en mármol, bronce y porcelana, al estilo de la Real Manufactura de Sèvres. 

La sala ocupa todo el segundo nivel, tiene características eclécticas, y propone un  recorrido por las diversas manifestaciones de las artes decorativas: cerámica, ebanistería, orfebrería, así como elementos que de cierta manera han incidido en la historia de la cultura avileña, específicamente los procedentes del continente asiático.
Se identifican en esta planta cuatro áreas: de Cerámica, de Orfebrería y Cristalería,  de Ebanistería, y Asiática.
A diferencia de la primera planta, en esta segunda la carpintería es francesa. Los techos y paredes, todos enyesados, dejan ver columnas con órdenes griegos y fustes estriados con plafones, guirnaldas y elementos decorativos propios de un edificio ecléctico.
Se muestra una importante colección de objetos de platería y una fina cristalería, fundamentalmente de baccarat.
Contiene la sala una singular mesa de mármol de Carrara que representa la bahía de Nápoles y donde se aprecia el volcán Vesubio.

Hay en ella un pequeño espacio dedicado a la música, donde se muestra una caja de música de madera, cristal, papel y tela, fechada en Francia en 1840. También se conserva un gramófono, marca Victrola, acompañado este de una colección de discos de la época.
El taxi-foto es otra de las piezas valiosas de esta área, un estereoscopio que permite mirar tridimensionalmente desde su clasificador. 
Se exhibe un juego de mimbre como expresión del empleo del estilo Art Nouveau,  en especial en las casas de verano, vinculado al mobiliario de terrazas, pasillos, corredores y saletas.
El área da a conocer la evolución de las principales porcelanas y cerámicas del mundo: Sèvres, Limoges, Talavera de la Reina y Viena. 

Concluye este salón en el Área Asiática,  destinada ella a representar la cultura de este continente, traída esencialmente a Cuba por las inmigraciones de la época colonial y republicana. 

## Servicios
El Museo de Artes Decorativas atiende visitas dirigidas, generales y especializadas, y lleva a cabo variadas actividades de extensión. Su programación habitual incluye conciertos, charlas, conferencias, talleres de verano, y actividades de animación sociocultural. 

Cuenta con un sistema de espacios fijos. Destinados a los niños y adolescentes son las peñas “Conociendo sobre arte”, “Por la utilidad de la virtud”, “Piano de mi barrio”, “Decoremos la esperanza”. Para los jóvenes y adultos se desarrollan el taller “Todo con amor”, las peñas “Rostros”, “Con-cierto mensaje” y “Orígenes”. 
Algunas de estas actividades se desarrollan en el acogedor patio exterior del museo.

## Momentos significativos
En sus años de creado han sido varios los momentos que el museo atesora como significativos. Entre ellos pueden reseñarse las visitas de los destacados intelectuales Miguel Barnet y Eusebio Leal Spengler.

## Relaciones con otros museos
El Museo de Artes Decorativas, desde el año de su inauguración, ha mantenido estrechas relaciones con gran parte de los museos a nivel nacional. Se destacan las que sostiene con el Museo Colonial de Sancti Spíritus, el Museo Provincial Coronel Simón Reyes Hernández, el Museo Nacional de Artes Decorativas, y el Gabinete de Arqueología de La Habana.

## Reconocimientos
Por su contribución a la cultura avileña ha recibido reconocimientos de la Sociedad Cultural José Martí (2007), del CITMA (2007), de la Universidad Máximo Gómez Báez (2009), de la Dirección Provincial de Cultura (2012), entre otros. El Sindicato Nacional de Trabajadores de la Cultura (SNTC) le confirió la condición de Colectivo Distinguido Nacional.